# Зельонка (Бидґозький повіт)
Зельонка (пол. Zielonka, нім. Wolfshals) — село в Польщі, у гміні Біле Блота Бидґозького повіту Куявсько-Поморського воєводства.
Населення — 1074 особи (2011).

## Демографія
Демографічна структура станом на 31 березня 2011 року:
|          | Загалом | Допрацездатний вік | Працездатний вік | Постпрацездатний вік |
| -------- | ------- | ------------------ | ---------------- | -------------------- |
| Чоловіки | 553     | 147                | 372              | 34                   |
| Жінки    | 521     | 132                | 326              | 63                   |
| Разом    | 1074    | 279                | 698              | 97                   |